# Apollonias barbujana
Apollonias barbujana là loài thực vật có hoa trong họ Nguyệt quế. Loài này được (Cav.) Bornm. miêu tả khoa học đầu tiên năm 1852.